# Jean-Claude Baud
Pour les articles homonymes, voir Baud.
Jean-Claude Baud, né le 14 février 1948 à Clermont-Ferrand , est un coureur cycliste français, professionnel en 1973.

## Palmarès
- 1966
  - 2e du championnat d'Auvergne sur route
- 1968
  - 5e étape du Tour des Combrailles (contre-la-montre)
  - 2e du Tour des Combrailles
  - 3e du championnat d'Auvergne sur route
- 1971
  - 1re étape de la Route de France

## Résultats sur les grands tours

### Tour de France
1 participation
- 1973 : 86e